# Seoba naroda
Velika seoba naroda ili seoba naroda  opisuje razdoblje koje je potreslo Rimsko Carstvo.
Predvodili su ga Huni koji su stigli sve do Rima. Brojni drugi narodi su pojačali pohode na Rim i zauzeli ga. Franci, Goti, Vandali, Angli, Sasi i drugi narodi podijelili su teritorije Zapadnog Rimskog Carstva što je bila posljedica Velike seobe naroda. 
Huni su najveći uspon doživjeli u razdoblju vladara Atile (434. – 453.) 
Germani su se već od 2. stoljeća pomicali prema granicama Rimskog Carstva, iako su to bili tek maleni pomaci. Tek je u 4. stoljeću počelo pravo naseljavanje Rimskog Carstva. Sve je započelo kada su Huni (mongolskog podrijetla) prošli kroz Vrata naroda koja vode iz Rusije u Europu te su potjerali sve germanske narode prema granicama Carstva, čime su uzrokovali domino efekt; prodorom germanskih naroda, Carstvo je počelo gubiti svoju moć.
Na udaru Huna prvi su se našli Ostrogoti koji su se nalazili iznad Azovskog mora i poluotoka Krim. Huni su ih uništili, a jedan dio nepokorenih Ostrogota kasnije će pomagati caru Zenonu u izbacivanju Odoakara iz Rima (488. – 493.). Od navale Huna, prelazili su Balkanski poluotok te stigli sve do sjevera Italije.
Sljedeći narod koji se našao na putu Hunima bili su Vizigoti. Oni su zatražili dozvolu od cara Valensa za ulazak u Rimsko Carstvo, a zauzvrat su se njihove snage borile na strani Rima. No unatoč tom dogovoru, Vizigoti su se sukobili s rimskim vlastima u bitci kod Hadrijanapola 378. godine, gdje su rimske snage izgubile, a Vizigoti su počeli harati Europom. Prošli su Grčkom i Dalmacijom te su ušli u Italiju, 410. godine opljačkali Rim te se iz Italije uputili preko Galije u Hispaniju, gdje su oko 428. godine osnovali svoju državu između rijeka Ebro i Jucar. 
Vandali su se smjestili u srednjoj Europi te su također bili potisnuti ulaskom Huna. Bježali su pred njima prolazeći kroz Panoniju, Galiju i Hispaniju. Preko Gibraltara su ušli u sjevernu Afriku te napravili državu na mjestu bivše Kartage. Iz Kartage su 455. godine napali i spalili Rim. Od tada postoji termin vandalizam za sva oskvrnuća spomenika i kulturnih dobara.
Atila je želio ući u Rim, no nije to želio napraviti direktno, stoga je prvo krenuo u Galiju, gdje ga je 451. godine dočekala rimsko-vizigotska vojska pod vodstvom zapovjednika Ecije na Katalunskim poljanama. Sukob je završio neriješeno, a Huni su se povukli u Panoniju gdje su imali svoju državu - kaganat sa središtem u Tokayu (današnja Mađarska).
Godinu dana nakon bitke na Katalunskim poljanama Atila je izravno napao sjever Italije. Papa Lav III. dao mu je veliku količinu zlata te se potplaćeni Atila ponovno vratio u svoj kaganat.
Umro je godinu dana kasnije, 453. pod čudnim okolnostima, najvjerojatnije od izljeva krvi u mozak. Nakon njegove smrti, Huni su napustili Europu i vratili se u Aziju.